# Traquenards (film)
Pour les articles homonymes, voir Traquenards (homonymie).
Pour plus de détails, voir Fiche technique et Distribution.
Traquenards est un film dramatique français, réalisé par Jean-François Davy, sorti le 30 avril 1969 à Paris.

## Fiche technique
- Titre : Traquenards
- Réalisation : Jean-François Davy
- Scénario : Jean-François Davy, Michel Lévine
- Musique : Jack Arel
- Photographie : Daniel Lacambre
- Pays de production :  France
- Producteur : Joël Lifschutz
- Production : Paris Interproductions (PIP) (France)
- Distribution : Davis Films
- Langues : français
- Format : Couleur — 35 mm — son monophonique
- Genre : Film dramatique
- Durée : 81 minutes
- Date de sortie : 
  - France : 30 avril 1969

## Distribution
- Jean-Claude Charnay : Claude Robinson
- Charles Dalin : Francky Corbeaux
- Jean Droze : Paul
- Dominique Erlanger : Olga
- Anna Gaël : Agnès
- Roland Lesaffre : Bob
- Robert Lombard : Georges Corbeaux
- Hans Meyer : Warren
- Nadia Vasil : Solange
- Renate Wolfe : Leda